# Cyclosorus parvifolius
Cyclosorus parvifolius är en kärrbräkenväxtart som beskrevs av Ren-Chang Ching. Cyclosorus parvifolius ingår i släktet Cyclosorus och familjen Thelypteridaceae. Inga underarter finns listade.